# Patrick Trezise
Patrick Trezise (Durban, 25 de marzo de 1982) es un deportista sudafricano que compitió en judo. Ganó cuatro medallas en el Campeonato Africano de Judo entre los años 2008 y 2011.

## Palmarés internacional
| Campeonato Africano | Campeonato Africano     | Campeonato Africano | Campeonato Africano |
| Año                 | Lugar                   | Medalla             | Categoría           |
| ------------------- | ----------------------- | ------------------- | ------------------- |
| 2008                | Agadir (Marruecos)      | Medalla de bronce   | –90 kg              |
| 2009                | Puerto Louis (Mauricio) | Medalla de bronce   | –90 kg              |
| 2010                | Yaundé (Camerún)        | Medalla de bronce   | –90 kg              |
| 2011                | Dakar (Senegal)         | Medalla de plata    | –90 kg              |